# Lista localităților din provincia Edirne

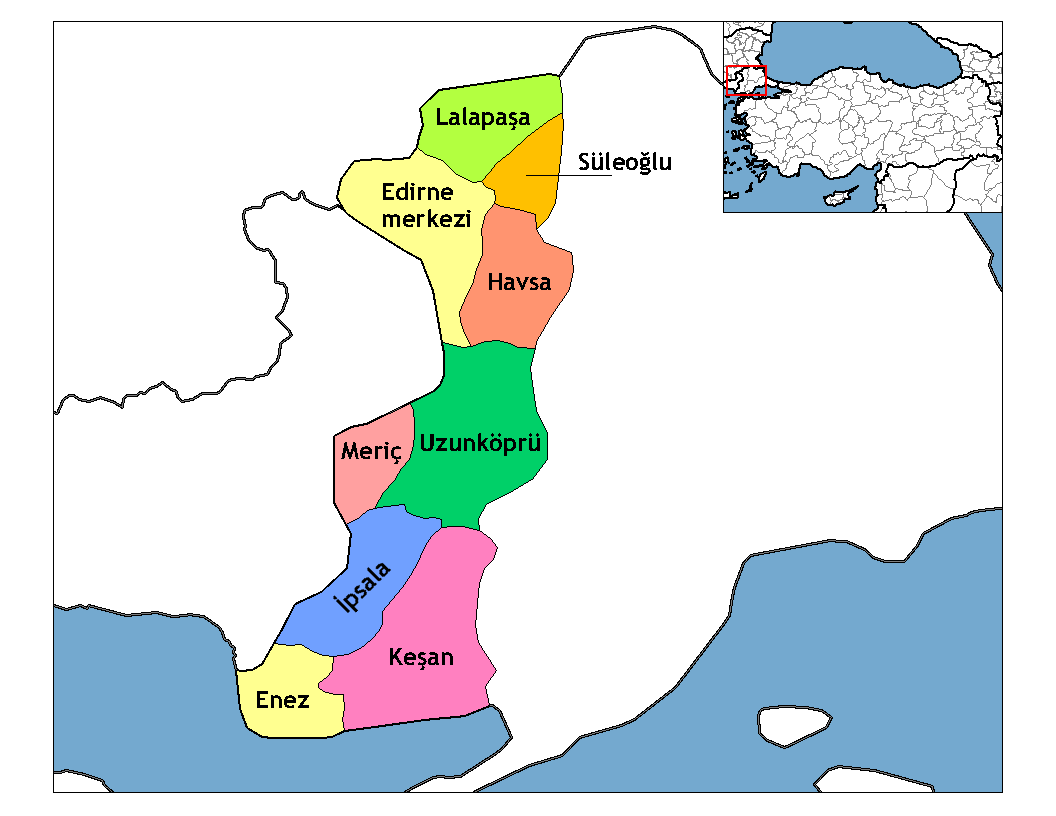
Provincia Edirne

Aceasta este lista localităților din Provincia Edirne, Turcia, după districte. În secțiunile de mai jos, prima localitate din fiecare listă este centrul administrativ al districtului.

## Edirne
- Edirne
- Ahı, Edirne
- Avarız, Edirne
- Bosna, Edirne
- Budakdoğanca, Edirne
- Büyükdöllük, Edirne
- Büyükismailçe, Edirne
- Değirmenyeni, Edirne
- Demirhanlı, Edirne
- Doyran, Edirne
- Ekmekçi, Edirne
- Elçili, Edirne
- Eskikadın, Edirne
- Hacıumur, Edirme
- Hasanağa, Edirne
- Hatip, Edirne
- Hıdırağa, Edirne
- İskender, Edirne
- Karabulut, Edirne
- Karakasım, Edirne
- Karayusuf, Edirne
- Kayapa, Edirne
- Kemal, Edirne
- Korucu, Edirne
- Köşençiftliği, Edirne
- Küçükdöllük, Edirne
- Menekşesofular, Edirne
- Muratçalı, Edirne
- Musabeyli, Edirne
- Orhaniye, Edirne
- Sarayakpınar, Edirne
- Sazlıdere, Edirne
- Suakacağı, Edirne
- Tayakadın, Edirne
- Uzgaç, Edirne
- Üyüklütatar, Edirne
- Yenikadın, Edirne
- Yolüstü, Edirne

## Enez
- Enez
- Abdurrahim, Enez
- Büyükevren, Enez
- Çandır, Enez
- Çavuşköy, Enez
- Çeribaşı, Enez
- Gülçavuş, Enez
- Hasköy, Enez
- Hisarlı, Enez
- Işıklı, Enez
- Karaincirli, Enez
- Kocaali, Enez
- Küçükevren, Enez
- Sultaniçe, Enez
- Sütçüler, Enez
- Şehitler, Enez
- Umurbey, Enez
- Vakıf, Enez
- Yazır, Enez
- Yenice, Enez

## Havsa
- Havsa
- Abalar, Havsa
- Arpaç, Havsa
- Azatlı, Havsa
- Bakışlar, Havsa
- Bostanlı, Havsa
- Çukurköy, Havsa
- Habiller, Havsa
- Hasköy, Havsa
- Kabaağaç, Havsa
- Köseömer, Havsa
- Kulubalık, Havsa
- Kuzucu, Havsa
- Musulca, Havsa
- Naipyusuf, Havsa
- Necatiye, Havsa
- Oğulpaşa, Havsa
- Osmanlı, Havsa
- Söğütlüdere, Havsa
- Şerbettar, Havsa
- Tahal, Havsa
- Taptık, Havsa
- Yolageldi, Havsa

## İpsala
- İpsala
- Ahır, İpsala
- Aliçopehlivan, İpsala
- Balabancık, İpsala
- Esetçe, İpsala
- Hacı, İpsala
- Hıdırköy, İpsala
- İbriktepe, İpsala
- Karaağaç, İpsala
- Kocahıdır, İpsala
- Korucu, İpsala
- Koyuntepe, İpsala
- Kumdere, İpsala
- Küçükdoğanca, İpsala
- Paşaköy, İpsala
- Pazardere, İpsala
- Sarıcaali, İpsala
- Sarpdere, İpsala
- Sultan, İpsala
- Tevfikiye, İpsala
- Turpçular, İpsala
- Yapıldak, İpsala
- Yenikarpuzlu, İpsala

## Keşan
- Keşan
- Akçeşme, Keşan
- Akhoca, Keşan
- Altıntaş, Keşan
- Bahçeköy, Keşan
- Barağı, Keşan
- Beğendik, Keşan
- Beyköy, Keşan
- Boztepe, Keşan
- Büyükdoğanca, Keşan
- Çamlıca, Keşan
- Çelebi, Keşan
- Çeltik, Keşan
- Çobançeşmesi, Keşan
- Danişment, Keşan
- Dişbudak, Keşan
- Erikli, Keşan
- Gökçetepe, Keşan
- Gündüzler, Keşan
- İzzetiye, Keşan
- Kadıköy, Keşan
- Karacaali, Keşan
- Karahisar, Keşan
- Karasatı, Keşan
- Karlı, Keşan
- Kılıçköy, Keşan
- Kızkapan, Keşan
- Koruklu, Keşan
- Kozköy, Keşan
- Küçükdoğanca, Keşan
- Lalacık, Keşan
- Mahmutköy, Keşan
- Maltepe, Keşan
- Mecidiye, Keşan
- Mercan, Keşan
- Orhaniye, Keşan
- Paşayiğit, Keşan
- Pırnar, Keşan
- Sazlıdere, Keşan
- Seydiköy, Keşan
- Siğilli, Keşan
- Suluca, Keşan
- Şabanmera, Keşan
- Şükrüköy, Keşan
- Türkmen, Keşan
- Yaylaköy, Keşan
- Yeniceçiftlik, Keşan
- Yenimuhacir, Keşan
- Yerlisu, Keşan
- Yeşilköy, Keşan

## Lalapaşa
- Lalapaşa
- Büyünlü, Lalapaşa
- Çallıdere, Lalapaşa
- Çatma, Lalapaşa
- Çömlek, Lalapaşa
- Çömlekakpınar, Lalapaşa
- Demirköy, Lalapaşa
- Doğanköy, Lalapaşa
- Dombay, Lalapaşa
- Hacıdanişment, Lalapaşa
- Hacılar, Lalapaşa
- Hamzabeyli, Lalapaşa
- Hanlıyenice, Lalapaşa
- Hüseyinpınar, Lalapaşa
- Kalkansöğüt, Lalapaşa
- Kavaklı, Lalapaşa
- Küçünlü, Lalapaşa
- Ortakçı, Lalapaşa
- Ömeroba, Lalapaşa
- Saksağan, Lalapaşa
- Sarıdanişment, Lalapaşa
- Sinanköy, Lalapaşa
- Süleymandanişment, Lalapaşa
- Taşlımüsellim, Lalapaşa
- Tuğlalık, Lalapaşa
- Uzunbayır, Lalapaşa
- Vaysal, Lalapaşa
- Yünlüce, Lalapaşa

## Meriç
- Meriç
- Adasarhanlı, Meriç
- Akçadam, Meriç
- Akıncılar, Meriç
- Alibey, Meriç
- Büyükaltıağaç, Meriç
- Hasırcıarnavutköy, Meriç
- Kadıdondurma, Meriç
- Karahamza, Meriç
- Karayusuflu, Meriç
- Kavaklı, Meriç
- Küçükaltıağaç, Meriç
- Küpdere, Meriç
- Küplü, Meriç
- Nasuhbey, Meriç
- Olacak, Meriç
- Paşayenice, Meriç
- Rahmanca, Meriç
- Saatağacı, Meriç
- Serem, Meriç
- Subaşı, Meriç
- Umurca, Meriç
- Yakupbey, Meriç
- Yenicegörüce, Meriç

## Süloğlu
- Süloğlu
- Akardere, Süloğlu
- Büyük Gerdelli, Süloğlu
- Domurcalı, Süloğlu
- Geçkinli, Süloğlu
- Keramettin, Süloğlu
- Küküler, Süloğlu
- Sülecik, Süloğlu
- Taşlısekban, Süloğlu
- Tatarlar, Süloğlu
- Yağcılı, Süloğlu

## Uzunköprü
- Uzunköprü
- Alıç, Uzunköprü
- Altınyazı, Uzunköprü
- Aslıhan, Uzunköprü
- Balaban, Uzunköprü
- Balabankoru, Uzunköprü
- Başağıl, Uzunköprü
- Bayramlı, Uzunköprü
- Beykonak, Uzunköprü
- Bıldır, Uzunköprü
- Çakmak, Uzunköprü
- Çalı, Uzunköprü
- Çavuşlu, Uzunköprü
- Çiftlik, Uzunköprü
- Çobanpınar, Uzunköprü
- Danişment, Uzunköprü
- Değirmenci, Uzunköprü
- Dereköy, Uzunköprü
- Elmalı, Uzunköprü
- Eskiköy, Uzunköprü
- Gazimehmet, Uzunköprü
- Gemici, Uzunköprü
- Hamidiye, Uzunköprü
- Hamitli, Uzunköprü
- Harmanlı, Uzunköprü
- Hasanpınar, Uzunköprü
- Kadıağılı, Uzunköprü
- Kadıköy, Uzunköprü
- Karabürçek, Uzunköprü
- Karapınar, Uzunköprü
- Karayayla, Uzunköprü
- Kavacık, Uzunköprü
- Kavakayazma, Uzunköprü
- Kırcasalih, Uzunköprü
- Kırkkavak, Uzunköprü
- Kırköy, Uzunköprü
- Kiremitçisalih, Uzunköprü
- Kurdu, Uzunköprü
- Kurtbey, Uzunköprü
- Kurttepe, Uzunköprü
- Maksutlu, Uzunköprü
- Malkoç, Uzunköprü
- Meşeli, Uzunköprü
- Muhacırkadı, Uzunköprü
- Ömerbey, Uzunköprü
- Saçlımüsellim, Uzunköprü
- Salarlı, Uzunköprü
- Sazlımalkoç, Uzunköprü
- Sığırcılı, Uzunköprü
- Sipahi, Uzunköprü
- Sultanşah, Uzunköprü
- Süleymaniye, Uzunköprü
- Turnacı, Uzunköprü
- Türkobası, Uzunköprü
- Yağmurca, Uzunköprü